# Брянка (десантний катер)
«Брянка» (U431) — десантний катер (плашкоут) проєкту 1785, десантно-висадочний засіб Військово-Морських Сил України, призначений для транспортування та висадки особового складу морського десанту (підрозділів спеціального призначення) на узбережжі, зайнятому противником.
Постійне місце базування — військовий порт міста Очаків. 

## Історія
У ВМФ СРСР мав назву Д-455. У ВМС України — «Тарпан» (1993—1998). 7 жовтня 1998 року отримав назву «Брянка» на честь однойменного міста на Луганщині.

## Особливості проєкту
Десантний катер має відкритий трюм і носову апарель. Висока маневреність дозволяє успішно виконувати десантно-транспортні операції біля морського узбережжя, здійснювати вивантаження на необладнаний берег. Пристосований для перевезення завантаженої колісної та гусеничної техніки, яка самостійно виходить на берег по носовій апарелі. Десантомісткість — середній танк або 20 десантників з легким озброєнням чи 40 тон вантажів.